# 대한민국 제18대 대통령 선거 대전광역시
이 문서는 대한민국 제18대 대통령 선거의 대전광역시 지역 개표 결과이다.

## 개표 결과

### 동구
|  | 51.84% |

|  | 47.82% |

|  | 0.13% |

|  | 0.12% |

|  | 0.04% |

|  | 0.02% |

### 중구
|  | 53.65% |

|  | 46.02% |

|  | 0.14% |

|  | 0.10% |

|  | 0.04% |

|  | 0.02% |

### 서구
|  | 50.51% |

|  | 49.16% |

|  | 0.14% |

|  | 0.10% |

|  | 0.05% |

|  | 0.02% |

### 유성구
|  | 53.88% |

|  | 45.79% |

|  | 0.15% |

|  | 0.08% |

|  | 0.05% |

|  | 0.03% |

### 대덕구
|  | 50.85% |

|  | 48.76% |

|  | 0.13% |

|  | 0.13% |

|  | 0.06% |

|  | 0.03% |

## 전체 결과
|  | 49.95% |

|  | 49.70% |

|  | 0.14% |

|  | 0.10% |

|  | 0.05% |

|  | 0.03% |

새누리당 박근혜 후보와 민주통합당 문재인 후보가 2000표 이내의 초접전을 펼친 끝에 박근혜 후보가 승리를 거두었다. 박근혜 후보는 49.95%의 득표율을 기록했으며 보수정당 후보의 대전광역시에서의 최고 득표율을 경신했다.
민주통합당 문재인 후보는 49.70%의 득표율을 기록하면서 2위를 차지했다.

### 주요 후보 결과
| 지역   | 박근혜  | 박근혜 | 문재인  | 문재인 |
| 지역   | 득표수  | 득표율 | 득표수  | 득표율 |
| ------ | ------- | ------ | ------- | ------ |
| 동구   | 77,725  | 51.84% | 71,702  | 47.82% |
| 중구   | 85,297  | 53.65% | 73,173  | 46.02% |
| 서구   | 144,068 | 49.16% | 148,011 | 50.51% |
| 유성구 | 81,928  | 45.79% | 96,401  | 53.88% |
| 대덕구 | 61,558  | 50.85% | 59,023  | 48.76% |

새누리당 박근혜 후보는 대전광역시의 동부에 위치한 동구, 중구, 대덕구에서 승리를 거두었다. 특히 대덕구에서는 2%p 차이로 접전승을 거둔 반면 구도심인 동구와 중구에서는 상대적으로 큰 격차를 내면서 승리했다.
민주통합당 문재인 후보는 대전광역시의 서부에 위치한 서구와 유성구에서 승리했다. 문재인 후보는 서구에서 박근혜 후보와 접전을 펼친 반면 유성구에서는 8%p 차이를 기록하면서 여유로운 승리를 가져갔다.

## 같이 보기
- 대한민국 제18대 대통령 선거